# 토머스 이언 니컬러스
토머스 이언 니컬러스(Thomas Ian Nicholas, 1980년 7월 10일 ~ )는 미국의 배우, 가수, 영화 제작자이다.

## 출연 작품
- 라스트 드라이버 (2020)
- 뱀파이어와의 동거 (2018)
- 제로빌 (2018)
- 매직울프 (2017)
- 더 로스트 트리 (2016)
- 더 드리머 (2015)
- 슬레이브워 (2015)
- 10 센트 피스톨 (2014)
- 스톤 포니 (2013)
- 딜리버링 더 굿스 (2012)
- 아메리칸 파이: 19금 동창회 (2012)
- 시카고 8 (2011)
- 인사이트 (2011)
- 뉴욕에서 착하게 살아가는 법 (2010)
- 라이프 이즈 핫 인 크랙타운 (2009)
- 더 히트맨 (2008)
- 셔만스 웨이 (2008)
- 컷 오프 (2006)
- 테이킹 차즈 (2005)
- LA DJ (2004)
- 스틸링 시나트라 (2003)
- 아메리칸 파이 3: 아메리칸 웨딩 (2003)
- 할로윈 8 - 부활 (2002)
- 뒤로 가는 연인들 (2002)
- 아메리칸 파이 2 (2001)
- 컷어웨이 (2000)
- 아메리칸 파이 (1999)
- 알라딘 (1997)
- 저지 앤 쥬리 (1996)
- 아더 왕궁의 소년 (1995)
- 루키 (1993)
- 웬 노 원 우드 리슨 (1992)
- 하늘에서 온 엽서 (1992)
- 피어 인사이드 (1992)

### 텔레비전
- 닥터 퀸 (1993)
- 그레이 아나토미 시즌2 (2005)
- 못말리는 번디 가족 (1987)